# Famille von Arx
La famille von Arx est une famille suisse alémanique.

## Historique
Elle tient son nom d'une ferme proche du château-fort de Wildenstein, à Bubendorf, dans le canton de Bâle-Campagne, l'Arxhof.
Ulrich von Arx acquit en 1528 la bourgeoisie de Soleure, dans le canton de Soleure. La branche de Soleure est éteinte. Heinrich von Arx est cité en 1470 à Olten, dans le canton de Soleure. La branche d'Olten est subsistante.
Elle est actuellement représentée par une nombreuse postérité, issue de la branche d'Olten, dans le canton de Soleure.

## Personnalités
- Ildefons von Arx (de) (1755-1833), moine, historien, bibliothécaire de l'abbaye de Saint-Gall, en Suisse ;
- Casimir von Arx (1852-1931), homme politique, premier président du conseil d’administration des chemins de fer fédéraux suisses ;
- Cäsar von Arx (en) (1895-1949), producteur de théâtre et dramaturge ;
- Katharina von Arx (1928-2013), artiste, journaliste et écrivaine ;
- Reto von Arx (1976-), joueur de hockey sur glace ;
- Jan von Arx (1978-), joueur de hockey sur glace, frère du précédent ;
- Serge von Arx, scénographe et architecte ;
- Jeffrey P. von Arx (en) (1947-), universitaire américain.